# Oenanthe palustris
Oenanthe palustris là một loài thực vật có hoa trong họ Hoa tán. Loài này được (Chiov.) C. Norman mô tả khoa học đầu tiên năm 1933.